# День памяти жертв голодоморов
День памяти жертв голодоморов (ранее назывался День памяти жертв голодомора и политических репрессий) — памятный день в государстве Украина, приходится на четвёртую субботу ноября. Связан с геноцидом украинского народа искусственным голодом в Украинской ССР 1932—1933 годов, также называемым Голодомором. Отмечается с 1998 года (согласно указу президента Украины Л. Д. Кучмы). Первые десять лет церемония проходила перед памятным знаком на Михайловский площади. С 2008 года, после открытия Национального музея «Мемориал жертв Голодомора», была перенесена туда.
В 16:00 проходит минута молчания, после чего по всей Украине проходит акция «Зажги свечу», в рамках которой все желающие несут свечи к памятникам жертвам.

## История названия
- 1998 — согласно указу Президента Украины Леонида Кучмы № 1310/98 от 26 ноября 1998 года начали отмечать «День памяти жертв голодомора»[2].
- 2000 — указом Президента Кучмы № 1181/2000 от 31 октября 2000 было установлено название «День памяти жертв голодомора и политических репрессий»[3].
- 2004 — указом Президента Кучмы № 797/2004 от 15 июля 2004 устанавливалась название «День памяти жертв голодоморов и политических репрессий»[4].
- 2007 — Президент Виктор Ющенко утвердил название в редакции «День памяти жертв голодоморов»[5], учредив отдельный День памяти жертв политических репрессий указом № 431/2007 от 21 мая 2007 г.